# Rimantas Žylius

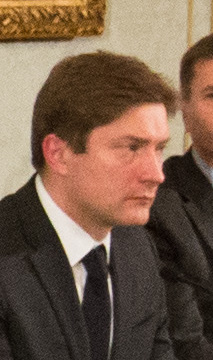
Rimantas Žylius

Rimantas Žylius (* 24. Juni 1973 in Klaipėda) ist ein litauischer Politiker, ehemaliger Wirtschaftsminister Litauens.

## Leben
Nach dem Abitur 1991 an der Ieva-Simonaitytė-Mittelschule Klaipėda absolvierte Rimantas Žylius das Bachelorstudium der Psychologie und das Magisterstudium der Organisationspsychologie an der Vilniaus universitetas.
Von 2000 bis 2001 war er Berater des Ministerpräsidenten für Fragen der Wissensgesellschaft, von 2001 bis 2002 Oberberater im Seimas. Früher war er Arbeiter von Unternehmen wie „Hewlett-Packard“ und „Metasite“. Vom 8. Januar 2009 bis zum 26. Januar 2009 war er non profit Berater des Wirtschaftsministers Dainius Kreivys. Vom 26. Januar 2009 bis März 2011 war er stellvertretender Wirtschaftsminister Litauens. Vom 17. März 2011 bis 2012 war er Wirtschaftsminister Litauens.